# Морянка
Морянка (Clangula hyemalis) — вид птахів родини качкових, єдиний представник роду морянка (Clangula). Найбільша морська ниркова качка, легко упізнається за контрастним чорно-білим забарвленням та довгим та тонким хвостом у самців. Одна з найпоширеніших північних качок, має промислове значення. В Україні морянка є залітним взимку птахом.

## Морфологічні ознаки

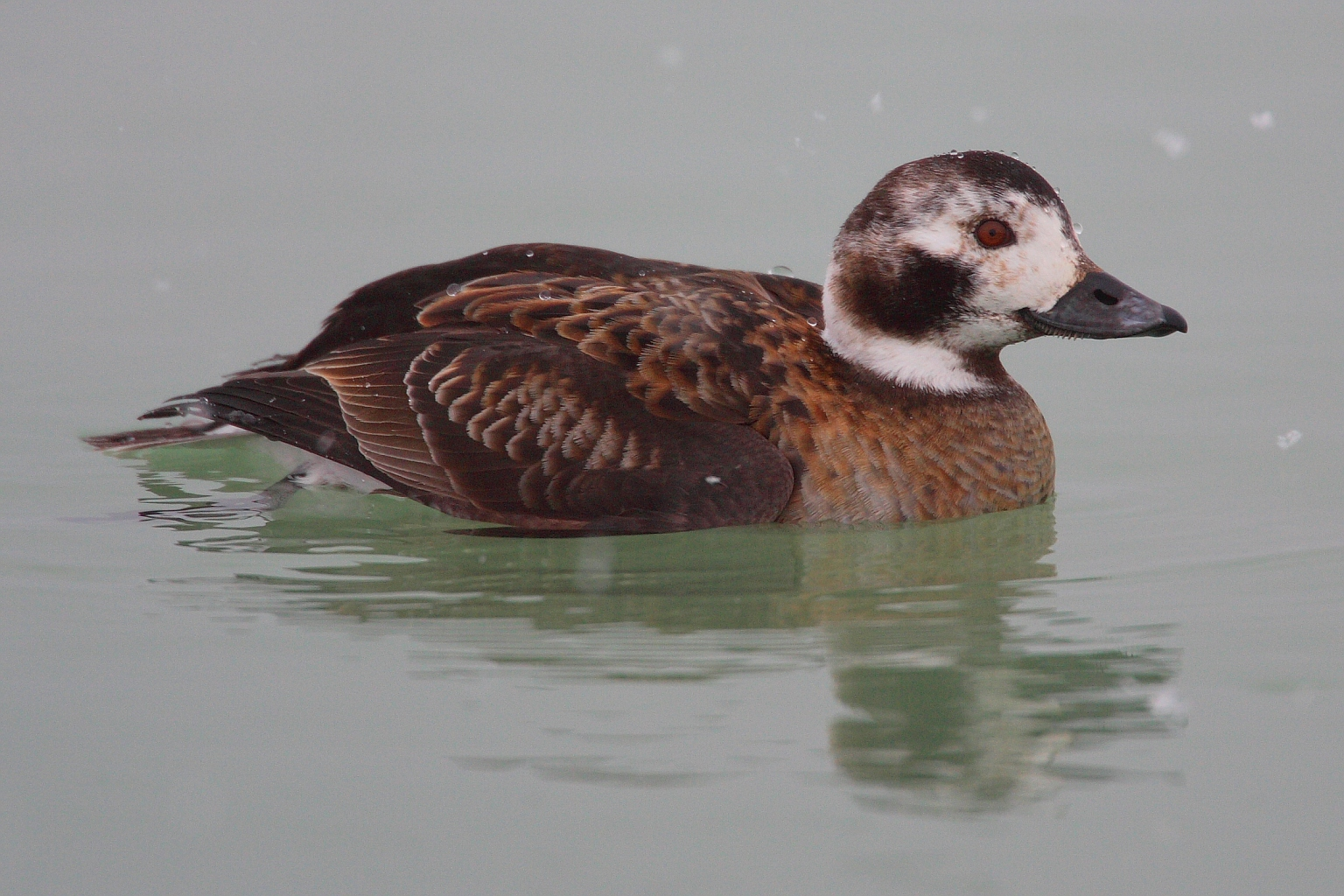
Самка

Качка середнього розміру. Маса тіла 0,5—0,9 кг, довжина тіла 37—60 см, розмах крил 73—79 см. У дорослих самців у шлюбному вбранні верх голови, горло і шия білі; навколо ока бурувато-сіра пляма, за нею чорно-бура пляма; спина, поперек, крила і воло чорно-бурі; плечові пера і боки тулуба світло-сірі; груди, черево і підхвістя білі; стернові пера чорно-бурі, з білою верхівкою, центральна частина пера чорно-бура і дуже видовжена; дзьоб чорний біля основи та на кінці, посередині — рожевий; ноги блакитно-сірі. У позашлюбному вбранні голова, горло і шия чорно-бурі; перед оком бурувата пляма, за оком — біла; плечові пера чорно-бурі, з рудою облямівкою.
У дорослої самки хвіст короткий. У шлюбному вбранні голова темно-бура, навколо ока біла пляма; шия біла; спина, поперек, крила і воло сірувато-бурі; ноги оливково-чорні; у позашлюбному вбранні голова темно-бура, за оком білувата смуга; шия темно-бура, з білими плямами на боках.
Молодий птах подібний до дорослої самки у позашлюбному оперенні.

## Поширення
Гніздовий ареал циркумполярний — гніздиться вздовж арктичного узбережжя Євразії та Північної Америки. В межах Євразії морянка гніздиться в Ісландії, спорадично на Оркнейських островах, регулярно на о-ві Ведмежий, на Шпіцбергені, в північній Швеції, Норвегії, Фінляндії, на Кольському півострові, на півострові Канін, о-ві Колгуєв та Новій Землі. На материку населяє усю тундрову частину Росії. Населяє острови Берингова моря, Гренландію.
Основні місця зимівель у західному секторі Арктики лежать біля берегів Західного Мурмана, вздовж берегів Швеції та Норвегії, а також в Балтійському морі. Масово морянки зимують біля берегів Данії та Північної Німеччини, біля узбережжя Британських островів, Ісландії та Гренландії. На атлантичному березі Америки морянки зимують від Ньюфаундленда та до мису Гаттерас на півдні. Птахи, що населяють східний сектор Арктики, зимують переважно в Беринговому морі, вздовж узбережжя Камчатки та Курильської гряди; в меншій кількості біля о-ва Хоккайдо та узбережжя Кореї. Вздовж американського узбережжя морянки зимують від Аляски до Каліфорнії на півдні.

## Чисельність
Морянка — найзвичайніша та у багатьох випадках численна качка тундрових водойм. Скупчення нестатевозрілих та линяючих птахів у морі та тундрових озерах може досягати десятків тисяч особин.
Чисельність в Європі оцінена в 690—750 тис. гніздових пар, зимує понад 2 млн. 100 тис. особин.

## Місця існування
У гніздовий період населяє внутрішні водойми тундри та лісотундри, місцями проникає на верхові болота північної тайги. Інші періоди року проводить у прибережних морських водах або на крупних озерах. У порівнянні з іншими морськими качками морянка пірнає на більшу глибину (до 60 м), тому зустрічаються далі від берега.

## Характер перебування
На більшій частині свого ареалу морянка перелітний птах. Для морянок характерні дальні сезонні міграції до місць зимівель та линяння, однак в багатьох районах частина популяції не відлітає, а лише відкочовує до незамерзаючих ділянок моря.
Весняний проліт у різних частинах ареалу спостерігається протягом березня — квітня. Восени морянки зникають з місць свого гніздування тільки з початком льодоставу.

## Розмноження

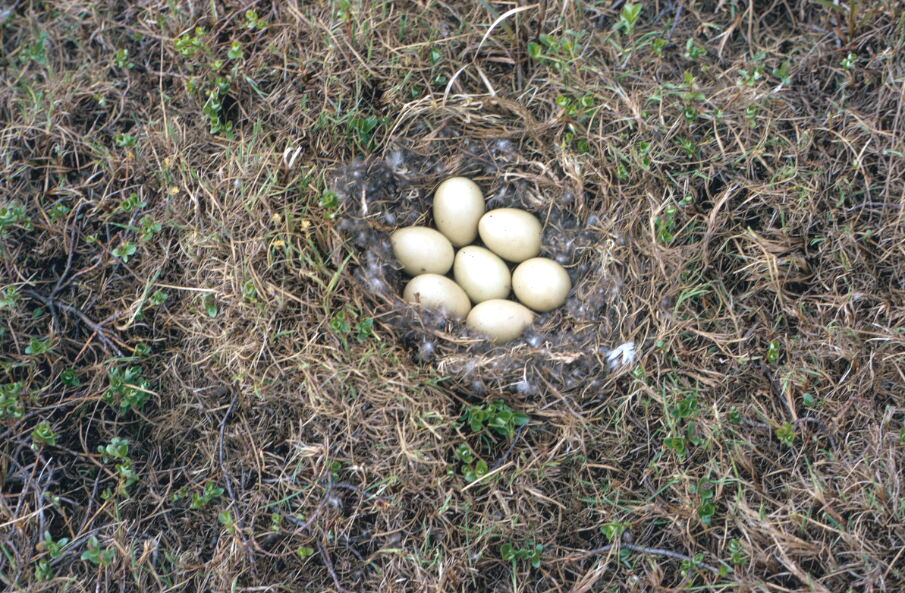
Гніздо с кладкою

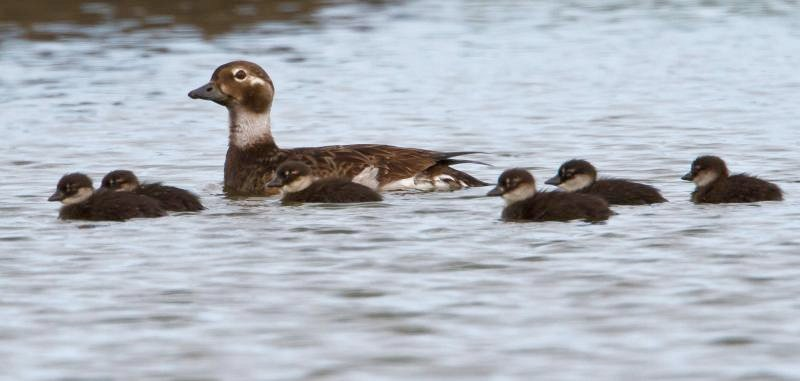
Самка з пуховими пташенятами

Статева зрілість настає на другому або третьому році життя. На місця гніздування прилітають зграями. Гніздяться найчастіше в тундрі біля невеликих озер, струмків. Гніздо влаштовує на сухому місці, поблизу водойми. Гніздо являє собою доволі глибоку ямку невеликих розмірів зі скупою вистилкою з рослинної трухи. До кінця відкладання яєць в гнізді з'являється значна кількість пуху. Діаметр лотка близько 13 см, його глибина 8 см. Кладка найчастіше складається з 6—7 яєць (максимум до 12). Яйця овальні або видовжено-овальні з гладкою шкаралупою та оливково-бурим відтінком. Розмір яєць 48—60 х 35,5—40 мм. Відкладання яєць відбувається переважно в середині червня. Насиджування триває 23—24 дні.

## Живлення
Основу живлення морянок складають тваринні корми, які добуває на дні водойм. На місцях гніздування вони живляться ракоподібними та личинками комах (веснянок, волохокрильців, комарів тощо), червами, дрібними ракоподібними (бокоплави, артемії, зяброногі). Поза сезоном розмноження на морських просторах у живленні переважають молюски, ракоподібні та дрібна риба.